# Hwasong-17
Lo Hwasong-17 (화성-17형?) è un missile balistico intercontinentale a due stadi nordcoreano. È il missile balistico più recente dell'arsenale nordcoreano e anche quello con la gittata maggiore (almeno 15000 km).
È stato mostrato al pubblico per la prima volta alla parata per il 75º anniversario della fondazione del Partito del Lavoro di Corea, il 10 ottobre 2020, e ha effettuato il primo lancio il 24 marzo 2022.

## Caratteristiche
Lo Hwasong-17 è un missile a propellente liquido a due stadi trasportato su un veicolo trasportatore elevatore lanciatore a 22 ruote anch'esso costruito in Corea del Nord.
Poiché lo Hwasong-15 è già in grado di colpire gran parte degli Stati Uniti d'America contigui, si è ipotizzato che con lo sviluppo di un missile più grande la Corea del Nord voglia acquisire la capacità di lanciare testate multiple indipendenti. Un singolo Hwasong-17 potrebbe quindi trasportare tre o quattro testate nucleari, o un misto di esche e testate.
Le sue notevoli dimensioni, insieme a quelle del veicolo che lo trasporta, gli consentono tuttavia di essere trasportato solamente sulla modesta rete di strade asfaltate della Corea del Nord. Inoltre è improbabile che possa essere trasportato con i serbatoi già pieni, pertanto può essere riempito di carburante solamente sul luogo di lancio. Poiché il riempimento dei serbatoi richiede diverse ore, ciò lo renderebbe vulnerabile ad un attacco pre-lancio. Vi sono inoltre dei dubbi sul fatto che il missile possa davvero lanciare testate multiple, dal momento che ciò richiederebbe meccanismi di rilascio molto avanzati, che normalmente richiedono numerose prove in volo per essere sviluppati.

## Storia
Due lanci di prova del missile sono stati effettuati il 26 febbraio e il 4 marzo 2022, ma la Corea del Nord non li ha resi pubblici. In seguito Pyongyang ha dichiarato che quei lanci servivano a testare alcune componenti satellitari in alta quota, senza però menzionare il missile. Un altro lancio è stato effettuato il 16 marzo 2022, ma è stato un fallimento.
Il primo lancio confermato ufficialmente dal governo nordcoreano è avvenuto il 24 marzo 2022 e si è econcluso con un completo successo. Tuttavia i servizi segreti della Corea del Sud hanno ipotizzato che poteva invece trattarsi di un Hwasong-15 modificato.
Il 18 novembre 2022 la Corea del Nord ha effettuato un altro lancio dello Hwasong-17. Il missile ha raggiunto la quota di 6040,9 km per poi cadere nel Mar del Giappone a 999,2 km dal sito di lancio.